# José Luis Desachy
José Luis Desachy (* 24. April 1944 in Mexiko-Stadt) ist ein ehemaliger mexikanischer Fußballspieler, der vorwiegend im Mittelfeld agierte.

## Laufbahn
Desachy begann seine Profikarriere beim damals noch in der Hauptstadt beheimateten Club Atlante, für den er insgesamt neun Jahre tätig war: Zunächst von 1964 bis 1971 und anschließend noch einmal von 1972 bis 1974. Dazwischen war er eine Spielzeit für den Stadtrivalen Cruz Azul tätig und erzielte mit den Cementeros die größten Erfolge seiner Laufbahn; einerseits gehörte er in der Saison 1971/72 zum Kader der Meistermannschaft, die die mexikanische Fußballmeisterschaft gewann und die wenige Wochen zuvor bereits im verspätet beendeten CONCACAF Champions Cup erfolgreich war. Seine letzte Saison 1974/75 verbrachte er beim Aufsteiger Atlético Potosino.

## Erfolge
- Mexikanischer Meister: 1971/72
- CONCACAF Champions Cup: 1971